# Murillo (Texas)
Murillo es un lugar designado por el censo ubicado en el condado de Hidalgo en el estado estadounidense de Texas. En el Censo de 2010 tenía una población de 7.344 habitantes y una densidad poblacional de 407,99 personas por km².

## Geografía
Murillo se encuentra ubicado en las coordenadas 26°15′53″N 98°7′34″O / 26.26472, -98.12611. Según la Oficina del Censo de los Estados Unidos, Murillo tiene una superficie total de 18 km², de la cual 18 km² corresponden a tierra firme y (0%) 0 km² es agua.

## Demografía
Según el censo de 2010, había 7.344 personas residiendo en Murillo. La densidad de población era de 407,99 hab./km². De los 7.344 habitantes, Murillo estaba compuesto por el 91.65% blancos, el 0.67% eran afroamericanos, el 0.33% eran amerindios, el 0.79% eran asiáticos, el 0.01% eran isleños del Pacífico, el 5.92% eran de otras razas y el 0.63% pertenecían a dos o más razas. Del total de la población el 96.13% eran hispanos o latinos de cualquier raza.

## Educación
El Distrito Escolar Consolidado Independiente de Edinburg (ECISD) gestiona las escuelas públicas que sirven a Murillo.

Escuelas primarias que sirven a Murillo son: Betts, Cano-Conzalez, De Escandon, Gorena, Lyndon B. Johnson, y Ramirez.
Escuelas secundarias que sirven a Murillo son Barrientes Middle School, que sirve a casi toda la comunidad, y South Middle School (6-8). Edinburg High School (9-12) sirve a todo de la comunidad.
El Distrito Escolar Independiente South Texas gestiona escuelas magnet que sirven a la comunidad.